# Karma (Tarkan)
Karma is het vijfde muziekalbum van de Turkse zanger Tarkan. Dit album ging meer dan twee miljoen keer over de toonbank en werd daarmee de zesde best verkochte cd ooit in Turkije.
Zeven van de twaalf nummers op Karma zijn door Tarkan zelf geschreven. Van twee nummers, Kuzu Kuzu en Hüp, bracht de Turkse popzanger singles uit. Van drie nummers, Kuzu Kuzu, Hüp en Verme, werden (van elk nummer twee verschillende) videoclips opgenomen.
Karma heeft in het Turks twee betekenissen. Ten eerste staat het voor karma, een begrip uit het hindoeïsme en boeddhisme, en daarnaast betekent het woord mix of mengeling. Met Karma heeft Tarkan een cd uitgebracht die verschillende muziekstijlen mengt en met elkaar verbindt.

## Tracklist
De twaalf nummers van Karma met daarachter de duur van het nummer en de Nederlandse vertaling van de titel:
1. "Aşk" – 4:22; Liefde
2. "Ay" – 4:20; Ah
3. "Kuzu Kuzu" – 3:53; Als een lammetje
4. "Gitti Gideli" – 4:42; Sinds ze weg is
5. "Uzak" – 4:46; Ver
6. "Yandim" – 3:12; Ik brand
7. "O'na Sor" – 3:23; Vraag het haar
8. "Hüp" – 3:39; Hhhhhp
9. "Sen Başkasin" – 4:16; Jij bent anders
10. "Taş" – 4:24; Steen
11. "Her Nerdeysen" – 3:30; Waar je ook mag zijn
12. "Verme" – 4:56; Geef niet